# Padre e hijo
Padre e hijo (en ruso: Отец и сын, translit. Otets i syn) es una película dramática rusa de 2003 dirigida por Aleksandr Sokúrov. Fue exhibida en la selección oficial del Festival Internacional de Cine de Cannes de 2003.

## Argumento
Un padre y su hijo Alekséi viven juntos en un apartamento en la azotea de una ciudad costera no identificada. El padre es veterano y Alekséi asiste a la escuela militar para estudiar medicina. Han vivido solos durante años en su propio mundo privado. A veces parecen hermanos. A veces incluso como amantes. A pesar de saber que todos los hijos deben algún día vivir sus propias vidas, Alekséi está en conflicto. El padre sabe que debería aceptar un mejor trabajo en otra ciudad, tal vez buscar una nueva esposa.
La película comienza mostrando al Padre consolando a su hijo Alekséi, quien solo tiene una pesadilla. Siguiendo el camino de su padre, Alekséi asiste a la escuela militar. Le gustan los deportes, tiende a ser irresponsable y tiene problemas con su novia, que está celosa de la estrecha relación de Alekséi con su padre. Finalmente ella rompe con él. Durante el fin de semana, Fyodor visita al Padre, que sirvió con su propio padre en el ejército, para investigar la misteriosa desaparición de este último. Fiódor le reveló a Alekséi que él también visitó la noche anterior, pero El Padre no se lo contó a Alekséi. Alekséi le mostró a Fiódor por la ciudad y fue a dar un paseo en tranvía, y Fiódor decide ir solo a la estación de tren y se separa de Alekséi. Después, Alekséi va a visitar a su exnovia en su casa, diciéndole que había soñado con tener un bebé juntos. La película termina con el Padre estando solo en la azotea cubierta de nieve.

## Reparto
- Andréi Shchetinin como el padre
- Alekséi Neymyshev como Alekséi, el hijo
- Aleksandr Razbash como Sasha, el vecino
- Fiodor Lavrov como Fiodor
- Marina Zasukhina como la chica.

## Premios
Ganadora
- Festival de Cannes[1]ː Premio FIPRESCI

Nominada
- Festival de Cannes – Gran Premio[1]